# Boeskool is Lös
De Boeskool is Lös is een jaarlijks zomerfeest in Oldenzaal.
Jaarlijks komen er 170.000 bezoekers en wordt het evenement afgesloten met de Boeskoolloop en een wielerwedstrijd. Op 1 augustus 1971 was de eerste editie, toen nog als eenvoudige braderie. 'Boeskool' is de Twentse benaming voor wittekool en Oldenzaal wordt ook wel de Boeskoolstad genoemd. Naast de carnavalsoptocht is dit evenement een van de hoogtepunten van de stad.